# Савицкий, Семён Львович
Семён Львович Савицкий (1850 — ?) — доктор медицины, учёный секретарь военно-медицинского учёного комитета, педагог.

## Биография
Окончил Медико-хирургическую академию.

## Печатные труды
- «К вопросу о влиянии сахаринa Falberg’a на усвоение азота и азотообмен у здоровых людей» (диссерт., СПб., 1890);
- «Об одной из причин глазных болезней в наших войсках» («Врач», 1880, 32);
- «Недостаток сна, как одна из причин, вызывающих болезни глаз среди наших солдат» (ib., 37);
- «К вопросу о частоте грыж живота в мужском населении России в молодом и старческом возрасте» (ib., 1881, 8);
- «Эрготин при упорных перемежающихся лихорадках» (ibid., 1886, 52);
- «О так назыв. подпольной смазке в казармах, как источнике порчи воздуха в них и болезненности среди солдат» («Прот. Кишинев. врач.-санит. О-ва», 1887);
- «О пище солдат» (ib., 1887);
- «О телесных осмотрах нижних чинов» («Военно-Санит. Дело», 1887, 7);
- «Колония алкоголиков» («Неделя», 1891, № 14).